# السدي الصغير
السُّدّيّ الصغير، وهو محمد بن مروان بن عبد الله بن إسماعيل بن عبد الرحمن السُّدّيّ الكوفي، مُحدث متروك ومُفسّر، كان في زمن وكيع بن الجراح، سكن الكوفة.

## روايته للحديث النبوي
- روى عن: محمد بن السائب الكلبي، ويحيى بن سعيد الأنصاري، وسليمان الأعمش، وجُوَيْبر.[2]
- روى عنه: الأصمعي، ومحمد بن عُبَيْد المُحاربيّ، وأبو عمر الدوري، والحسن بن عرفة.[2]
- الجرح والتعديل: تركوا حديثه، وقد اتُّهم. قال البخاريّ: سكتوا عنه. وقال ابن مَعِين: ليس بثقة. وقال عبد الله بن نُمير: كذّاب. وقال أحمد بن حنبل: أدركته قد كبُر فتركْتُه.[2]

## روايته التفسير
للسدي الصغير رواية للتفسير عن ابن عباس، رواها عن محمد بن السائب الكلبي، عن أبي صالح السمان عن ابن عباس؛ وجمعها محمد بن يعقوب الفيروزآبادي في كتابه «تنوير المقباس من تفسير ابن عباس»، وقد شكك عدد من العلماء في صحت الروايات بالكتاب، واستشهدوا بقول الشافعي: «لم يثبت عن ابن عباس في التفسير إلا شبيه بمائة حديث»، وقول ابن تيمية: «وموسى بن عبد الرحمن هذا من الكذابين، قال أبو أحمد بن عدي فيه: منكر الحديث، وقال أبو حاتم ابن حبان: دجال يضع الحديث، وضع على ابن جريج عن عطاء عن ابن عباس كتابًا في التفسير، جمعه من كلام الكلبي ومقاتل.»، وقال جلال الدين السيوطي: «وأوهى طرقه – يعني طرق التفسير عن ابن عباس - طريق الكلبي عن أبي صالح عن ابن عباس، فإن انضم إلى ذلك رواية محمد بن مروان السدي الصغير فهي سلسلة الكذب.». فقال محمد بن محمد أبو شهبة: «أما التفسير المنسوب إليه ففي صحة نسبته إليه شك غير قليل.»، وقال الشوكاني: «ومن جملة التفاسير التي لا يوثق بها "تفسير ابن عباس"، فإنه مروي من طريق الكذابين كالكلبي والسدي ومقاتل، ذكر معنى ذلك السيوطي وقد سبقه إلى معناه ابن تيمية.» ويقول مشهور حسن: «طُبِعَ كتاب منسوب لابن عباس ، وهو من طريق محمد بن مروان السدي الصغير عن الكلبي عن أبي صالح عن ابن عباس، كما ذُكِر إسناده في أول الكتاب وفي مواضع منه وقد جمعه الفيروزابادي "صاحب القاموس" من كتب التفسير التي أدخل أصحابها هذا الطريق في تفاسيرهم كالثعلبي والواحدي‚ فهذا التفسير لا يعتمد عليه ولا تصح نسبته إلى ابن عباس.».